# Объединение русских естествоиспытателей и врачей
Объединение русских естествоиспытателей и врачей — общественное объединение русских учёных в области естественных наук, существовавшее в 1917 году.

## История создания
С самого начала проведения «Съездов русских естествоиспытателей», с 1850-х годов у ряда передовых учёных, принимавших в их организации активное участие, возникла идея создания всероссийской ассоциации, которая бы объединяла русских учёных в области естественных наук. Первая попытка создать такую ассоциацию была сделана ещё в 1856 г. замечательным зоологом и общественным деятелем К. Ф. Кесслером, позднее ректором Петербургского университета, который подал записку об этом тогдашнему Министру народного просвещения Норову. Мысль о том, как должна быть организована такая ассоциация, привнёс в русскую профессорскую среду Н. А. Любимов, изучавший в 1857—1858 годах, будучи в научной командировке в Англии, работу Британской Ассоциации наук (BAAS).
Попытки создать такое объединение возникали неоднократно. В 1860 году с инициативой об этом выступил зоолог Ф. В. Овсянников. По итогам I Съезда в 1868 году было создано «Императорское Санкт-Петербургское общество естествоиспытателей и врачей». После этого, ориентируясь на успешную деятельность Петербургского общества, в течение 1868—1870 годов был создан целый ряд Университетских обществ естествоиспытателей при Казанском, Харьковском, Новороссийском и Киевском (Свято-Владимирском) университетах.
Организаторы Съездов начали попытки объединения всех этих университетских научных сообществ в Ассоциацию, однако объединительные инициативы разбивались о противодействие как со стороны властей, усматривавших в слишком широких общественных объединениях определённый потенциал политической опасности, так и о настроения самих учёных, находивших в объединительных инициативах определённое ограничение их свободы научных изысканий. Уже на первых съездах русских естествоиспытателей К. Ф. Кесслер и некоторые его коллеги из Петербургского и Московского университетов (Н. А. Любимов, А. П. Богданов, Г .Е. Щуровский, А. С. Фаминцын и др.) настойчиво проводили мысль о создании в России общенациональной ассоциации деятелей науки, подобной Британской ассоциации содействия науке (BAAS — British Association for Advancement o f Science), опыт которой и был взят К. Ф. Кесслером и Г. Е. Щуровским за основу при подготовке первых Съездов естествоиспытателей.

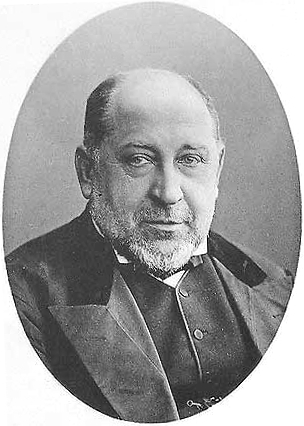
Профессор Анатолий Петрович Богданов — автор Устава «Русской ассоциации естествоиспытателей и врачей»

Вопрос многократно всплывал в обсуждениях на съездах, но безо всякого успеха и продвижения. На II Съезде профессора Г. Е. Щуровский(), А. С. Фамицин, на VI Съезде профессор Н. П. Вагнер вновь поднимали эти вопросы, однако не встретили понимания среди своих же коллег — университетских профессоров, многие из которых относились к объединительным инициативам весьма прохладно.
На VIII Съезде русских естествоиспытателей и врачей по инициативе профессоров Н. П. Вагнера и И. И. Боргмана был создан «Постоянный комитет съездов» как прообраз такой организации, однако Министр народного просвещения граф И. Д. Делянов этот комитет запретил. Тогда же профессор А. П. Богданов выступил с инициативой создания «Русской Ассоциации естествоиспытателей и врачей».
Распорядительный комитет VIII Съезда русских естествоиспытателей принял отдельное Постановление: «Просить А. П. Богданова, как лицо, возбудившее вопрос о „Русской Ассоциации“ и хорошо знакомое с иностранными учреждениями подобного рода изложить основы „Русской Ассоциации“, сопроводив такое изложение переводами уставов важнейших иностранных ассоциаций…». На основании этого постановления, к 1891 году профессор А. П. Богданов подготовил развёрнутое (на 34 страницах) обоснование необходимости всеобщей организации, вышедшее затем отдельной брошюрой.
В 1894 году по инициативе всё того же профессора А. П. Богданова была создана новая комиссия, которая к 1895 году подготовила проект Устава «Русской Ассоциации естествоиспытателей и врачей» и представила его вновь графу И. Д. Делянову. Однако, результатов своей работы профессор Богданов так и не дождался: в марте 1896 года он скончался.
Проект же лежал в министерстве без движения до 1898 года, когда следующий Министр народного просвещения, которым стал ректор Московского университета профессор Н. П. Боголепов дал ему ход. К 1900 году проект был согласован и Министерством народного просвещения и Министерством внутренних дел Империи. Министр Н. П. Боголепов передал профессору Н. А. Меншуткину извещение от двух министерств о том, что препятствий к утверждению Устава не будет, если в нём будут сделаны предложенные правительством изменения.
Проект Устава был опубликован в «Вестнике опытной физики и экспериментальной математики», оттиски которого были розданы делегатам XI Съезда русских естествоиспытателей и врачей, в повестке дня пленарного заседания которого отдельным пунктом значилось обсуждение вопроса об организации в России объединения учёных естественнонаучных отраслей знаний в единую «Русскую ассоциацию естествоиспытателей и врачей».

## Организационный съезд и его подготовка
Наконец, 31 мая 1916 года очередным Министром народного просвещения РИ графом П. Н. Игнатьевым был утверждён проект Устава объединения, и началась подготовка Учредительного съезда. Первая попытка созвать оргкомитет его, назначенная на 26 сентября 1916 года, закончилась неудачей. Со второй попытки 5 октября профессору Д. Н. Анучину удалось собрать кворум оргкомитета. Послав приветственную телеграмму министру графу Игнатьеву и почтив память проф. А. П. Богданова и других скончавшихся к тому времени учёных — инициаторов объединения, члены оргкомитета избрали Правление Ассоциации и постановили созвать Организационный (Учредительный) съезд «Объединения (Ассоциации) Русских Естествоиспытателей и Врачей» в августе 1917 года. По итогам заседания оргкомитета был издан первый номер бюллетеня «Известия Объединения (Ассоциации) русских естествоиспытателей и врачей», в котором опубликованы выступления руководителей Ассоциации и замечания и поправки к Уставу, которые нужно было принять на будущем Съезде.
Организационному съезду предшествовала длительная подготовка. В течение года оргкомитет под руководством профессоров Д. Н. Анучина и А. П. Павлова рассылал крупным российским учёным, а также в университеты и научные организации циркуляры, проекты, документы будущего съезда и пояснительные записки к ним (например,). Для подготовки Учредительного съезда были организованы три секции: Физико-химическая, Биологическая (включавшая в себя и медицинскую науку) и Геолого-географическая, к которым уже в процессе работы присоединилась четвёртая — педагогическая. Была создана подготовительная комиссия съезда во главе с академиком П. П. Лазаревым.
Ещё до организационного съезда в Ассоциацию записались (и сдали членский взнос — 3 рубля) около 750 русских учёных. Членство было индивидуальным, право на него имели все преподаватели высшей школы и лица с опубликованными научными трудами, при этом от каждого кандидата требовались письменные рекомендации двух учёных, уже состоящих в Объединении. Финансирование мыслилось на добровольные пожертвования от меценатов, и такие пожертвования были: на момент открытия Учредительного съезда капитал Ассоциации уже составлял около 58 тысяч рублей золотых рублей.
Сам Организационный (учредительный) съезд проходил пять дней — с 20 по 24 августа 1917 года — в Москве, в здании Высших женских курсов на Девичьем поле. На Съезде присутствовали 314 делегатов. С докладами на Съезде выступили:
- академик В. И. Вернадский;
- профессор Д. Н. Анучин;
- профессор А. П. Павлов;
- академик П. П. Лазарев;
- профессор А. Н. Северцов;
- профессор Н. К. Кольцов;
- профессор Н. А. Савельев.

Съезд не только утвердил Устав организации и избрал её руководящие органы (Правление и Совет), но и наметил планы работы секций нового Объединения на ближайшие годы, программы совместных научных исследований, экспедиций и межуниверситетских научно-исследовательских работ. Съезд учредил ряд рабочих комиссий: «По организации в России научного издательства» (председатель — академик Вальден), «По учреждению Русского Географического института» (председатель — проф. Д. Н .Анучин), «Комиссию по геофизике» (председатель — Э. Е. Лейси), «По истории русского естествознания», и другие.
В Уставе организации говорилось, в частности: «Задачи Ассоциации состоят в том, чтобы […] возбуждать в обществе интерес к научным вопросам, привлекать к научным занятиям возможно большее количество сил».

Поскольку материальной основой существования и деятельности Русской Ассоциации естествоиспытателей и врачей предполагались пожертвования и членские взносы, то устав её определял размеры обязательных взносов для действительных членов и членов-соревнователей (почетные члены от уплаты взносов были освобождены): действительные члены — 50 руб. единовременно или 3 руб. ежегодно, члены-соревнователи — не менее 500 руб. единовременно. Подробно определялись уставом также условия и порядок приема действительных членов (ими могли быть «действительные члены русских естество-испытательных, математических и медицинских обществ и учреждений», «преподаватели высших и средних учебных заведений», «лица, заявившие себя учеными трудами в области естествознания»), их права и обязанности. Относительно членов-соревнователей было указано, что они «избираются Советом Ассоциации», «пользуются правом голоса на общих собраниях Съездов и получают все текущие издания Ассоциации»" (Н. Ф. Фёдоров).

На первом пленарном заседании была зачитана приветственная телеграмма от Министра народного просвещения Временного правительства графа С. Ф. Ольденбурга
Утреннее заседание 22 августа 1917 года было посвящено вопросам охраны природы. Выступали профессора Кожевников, Кулагин, Талиев, Белоголовый, учитель Гордеев. Приняли резолюцию: «Охрана природы — вопрос общенациональной важности», в которой постановили потребовать от правительства создать Центральную комиссию по заповедникам, организовать сеть «охранных комиссаров», на что ассигновать значительные средства. В той же резолюции предлагалось внести в Учредительное собрание проект Закона об охране природы, а также принять срочные меры к охране заповедников «Аскания-Нова» и Крымского.
По итогам Съезда была начата подготовка к печати 2-й выпуск бюллетеня «Известия Объединения (ассоциации) русских естествоиспытателей и врачей», в котором должны были быть опубликованы пленарные доклады и принятые Съездом документы и исследовательские программы. Увы, но второй выпуск бюллетеня так и не увидел свет. Не суждено было сбыться и научным программам русских учёных: известные события 1917 года положили конец этим планам, как и самой Ассоциации.

## Состав руководящих органов объединения[11]

### Правление ассоциации
Председатель — профессор Д. Н. Анучин.
Товарищ Председателя — профессор И. А. Каблуков.
Казначей — профессор Э. Е. Лейст.
Секретарь — профессор Ф. Н. Крашенников.
Члены Правления:
- академик В. И. Вернадский;
- профессор Ю. В. Вульф;
- профессор В. С. Гулевич;
- профессор Н. Г. Егоров;
- профессор Н. Е. Жуковский;
- профессор Н. Д. Зелинский;
- профессор Н. М. Кулагин;
- профессор Б. К. Млодзеевский;
- профессор А. П. Павлов;
- профессор А. Н. Реформатский;
- профессор А. Ф. Фортунатов;
- профессор С. А. Чаплыгин;
- профессор Ю. М. Шокальский;
- профессор А. А. Эйхенвальд.

### Совет ассоциации
Академики: Н. И. Андрусов, В. В. Бартольд, И. П. Бородин, В. И. Вернадский, И. П. Павлов, В. И. Палладин, М. А. Рыкачёв.
Профессора: Д. Н. Анучин, К. А. Андреев, Ю. В. Вульф, М. И. Голенкин, В. С. Гулевич, Д. Ф. Егоров, Н. Е. Жуковский, Н. Д. Зелинский, Н. Ю. Зограф, И. А. Каблуков, Н. А. Каблуков, Г. А. Кожевников, Ф. Н. Крашенников, Н. М. Кулагин, Л. К. Лахтин, Э. Е. Лейст, Ф. Е. Максименко, М. А. Мензбир, Б. К. Млодзеевский, П. А. Минаков, Л. 3. Мороховец, А. М. Настюков, Я. Я. Никитинский, И. Ф. Огнёв, А. П. Павлов, М. В. Павлова, П. П. Петров, М. И. Придорогин, Д. Н. Прянишников, А. Н. Реформатский, А. Н. Сабанин, Л. П. Сабанеев, Н. А. Савельев, А. П. Соколов, С. М. Соловьёв, И. А. Стебут, К. А. Тимирязев, А. Б. Фохт, А. Ф. Фортунатов, Н. Н. Худяков, В. К. Церасский, С. А. Чаплыгин, В. Д. Шервинский, М. Н. Шатерников, А. А. Эйхенвальд; А. В. Васильев, Б. Ф. Вериго, Н. Г. Егоров, С. И. Залесский, Д. С. Зернов, И. И. Косоногов, Н. К. Кульчицкий, С. Н. Реформатский, К. К. Сент-Илер, В. М. Шимкевич, Ю. М. Шокальский, А. А. Яковкин.
Бывший городской голова Н. И. Гучков. Бывший московский предводитель дворянства А. Д. Самарин. Полковник П. К. Козлов.